# Parafia św. Mikołaja w Chorzelach
Parafia pw. św. Mikołaja w Chorzelach – rzymskokatolicka parafia należąca do dekanatu Chorzele, diecezji łomżyńskiej, metropolii białostockiej.

## Historia
Parafia została erygowana w 1551 roku przez biskupa płockiego Andrzeja Noskowskiego z fundacji królowej Bony. Kościół parafialny murowany pw. Trójcy Przenajświętszej. Zbudowany w latach 1872-1878 według projektu architekta Adolfa Schimelfeniga z Warszawy, staraniem księdza Pawła Laguny.

## Zasięg parafii
Do parafii należą wierni z następujących miejscowości: Chorzele, Bagienice, Budki, Brzeski-Kołaki, Łaz, Poścień-Wieś, Poścień-Zamion, Pruskołęka, Przątalina, Raszujka i Sosnówek.